# Roberto Ferri
Roberto Ferri (nacido en 1978) es un artista y pintor italiano de Tarento, profundamente inspirado por los pintores barrocos (Caravaggio en particular) y otros viejos maestros del romanticismo, la academia y el simbolismo.

## Biografía
Ferri se graduó del Liceo Artístico Lisippo Taranto en 1996, una escuela de arte local en su ciudad natal. Comenzó a estudiar pintura por su cuenta y se trasladó a Roma en 1999 para incrementar la investigación sobre la pintura de finales del siglo XVI, en particular. En 2006 se graduó con honores en la Academia de Bellas Artes de Roma.
Su obra está representada en importantes colecciones privadas de Roma, Milán, Londres, París, Nueva York, Madrid, Barcelona, Miami, San Antonio (Texas), Catar, Dublín, Boston, Malta y el Castillo de Menerbes en Provenza. Su trabajo se presentó en el controvertido pabellón italiano de la Bienal de Venecia de 2011, y se exhibió en el Palazzo Cini de Venecia en la Bienal de Kitsch de 2010.
En 2021, con motivo del 700 aniversario de la muerte de Dante Alighieri, pintó Il Bacio di Dante e Beatrice (El beso de Dante y Beatrice en italiano) con la elección del pintor del modelo y actor italiano Edoardo Sferrella como referencia para la figura del Poeta Supremo; la pintura fue encargada por Magnum para su campaña en asociación con la Scuderie del Quirinale, y exhibida en el Palazzo Firenze en Roma.